# Javon McCrea
Javon Tyree McCrea (Newark, 5 novembre 1992) è un cestista statunitense.